# Liste der Wappen im Kreis Nordfriesland
Diese Liste zeigt die Wappen des Kreises Nordfriesland (Schleswig-Holstein) mit seinen Städten, Gemeinden und Ämtern.

## Kreiswappen

Karte Nordfriesland, Schleswig-Holstein
Kreiswappen Nordfriesland[1] (Details)

## Amtsfreie Städte und Gemeinden

Friedrichstadt[2], Stadt
Husum[3], Stadt
Reußenköge[4]
Sylt
Tönning[5], Stadt

## Ämter

### Amt Eiderstedt

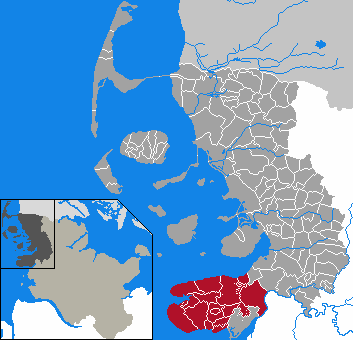
Lage des Amtes
Wappen Amt Eiderstedt[6]

Garding[7], Stadt
Garding, Kirchspiel
Grothusenkoog
Katharinenheerd[8]
Kotzenbüll
Norderfriedrichskoog
Oldenswort[9]
Osterhever
Poppenbüll
Sankt Peter-Ording[10]
Tating[11]
Tetenbüll
Tümlauer-Koog[12]
Vollerwiek
Welt
Westerhever

### Amt Föhr-Amrum

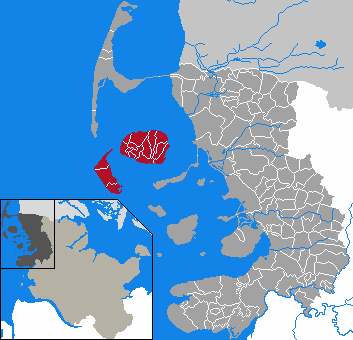
Lage des Amtes
Wappen Amt Föhr-Amrum[13]

Alkersum
Borgsum
Dunsum
Midlum
Nieblum
Nebel
Norddorf auf Amrum
Oevenum
Oldsum
Süderende
Utersum
Witsum
Wittdün auf Amrum
Wrixum[14]
Wyk auf Föhr[15], Stadt

### Amt Landschaft Sylt

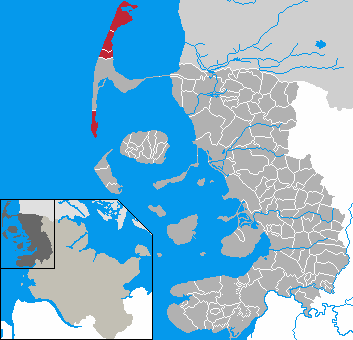
Lage des Amtes
Das Amt führt kein Wappen

Hörnum (Sylt)[16]
Kampen (Sylt)[17]
List auf Sylt[18]
Wenningstedt-Braderup (Sylt)[19]

### Amt Mittleres Nordfriesland

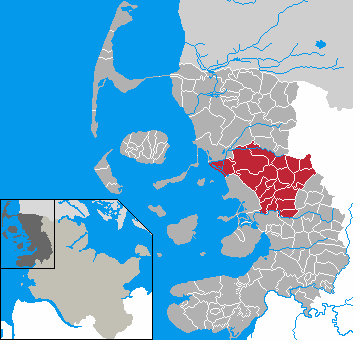
Lage des Amtes
Das Amt führt kein Wappen

Ahrenshöft
Almdorf
Bargum
Bohmstedt[20]
Bordelum[21]
Bredstedt[22], Stadt
Breklum[23]
Drelsdorf[24]
Goldebek[25]
Goldelund[26]
Högel[27]
Joldelund[28]
Kolkerheide[29]
Langenhorn[30]
Lütjenholm[31]
Ockholm[32]
Sönnebüll[33]
Struckum[34]
Vollstedt[35]

### Amt Nordsee-Treene

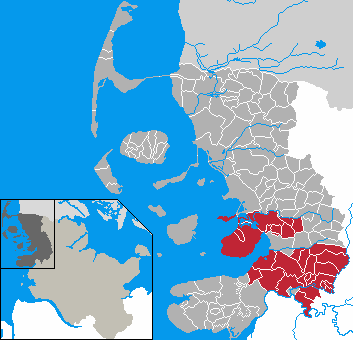
Lage des Amtes
Das Amt führt kein Wappen

Arlewatt[36]
Drage[37]
Elisabeth-Sophien-Koog[38]
Fresendelf[39]
Hattstedt[40]
Hattstedtermarsch
Horstedt[41]
Hude[42]
Koldenbüttel[43]
Mildstedt[44]
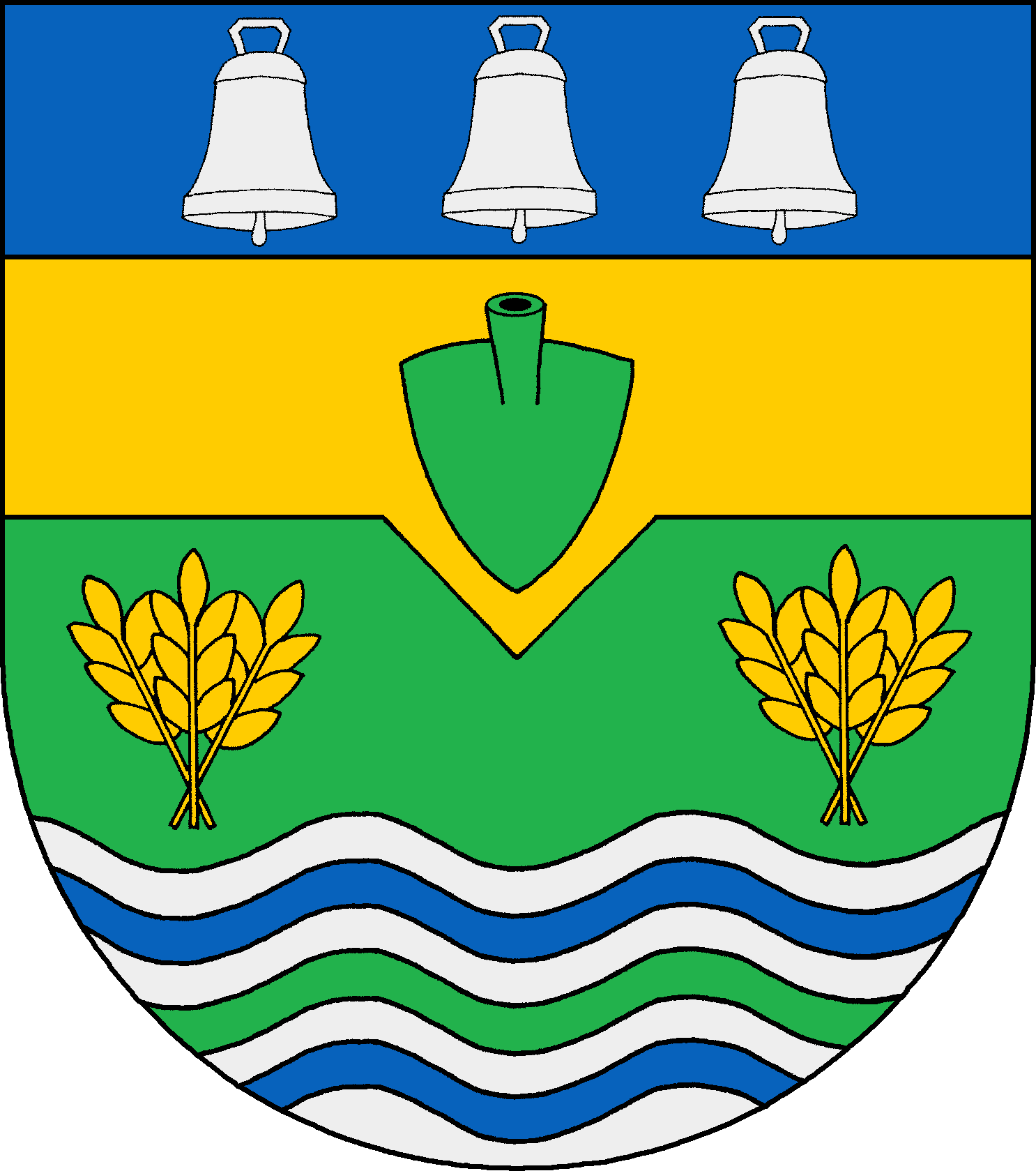
Nordstrand
Oldersbek[46]
Olderup[47]
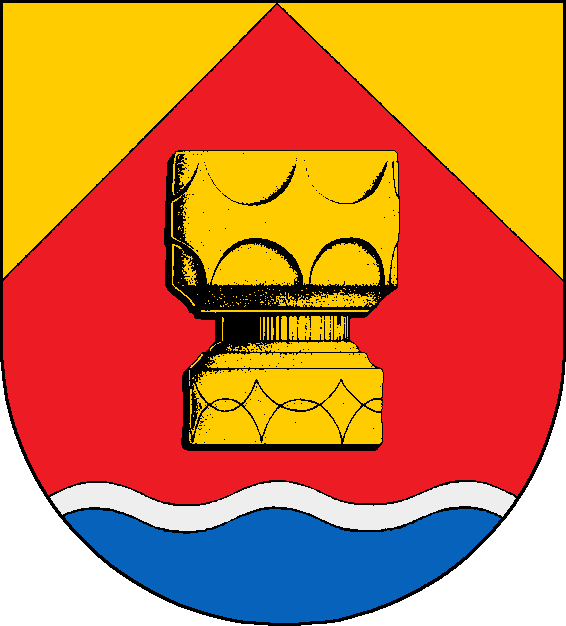
Ostenfeld (Husum)
Ramstedt[49]
Rantrum[50]
Schwabstedt[51]
Seeth[52]
Simonsberg
Süderhöft
Südermarsch
Uelvesbüll[53]
Winnert[54]
Wisch[55]
Wittbek[56]
Witzwort[57]
Wobbenbüll[58]

### Amt Pellworm

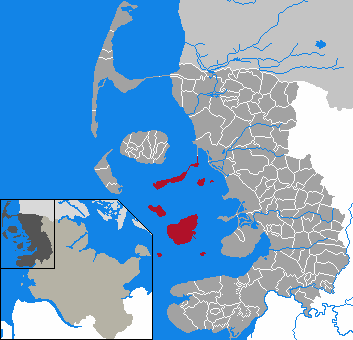
Lage des Amtes
Wappen Amt Pellworm[59]

Gröde
Hooge[60]
Langeneß
Pellworm[61]

### Amt Südtondern

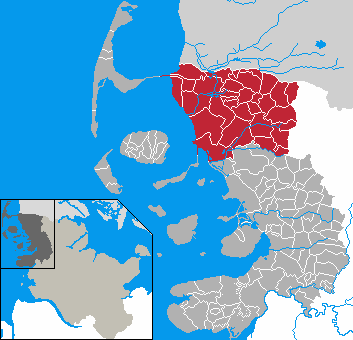
Lage des Amtes
Wappen Amt Südtondern[62]

Achtrup[63]
Aventoft[64]
Bosbüll[65]
Braderup[66]
Bramstedtlund[67]
Dagebüll[68]
Ellhöft
Emmelsbüll-Horsbüll
Enge-Sande[69]
Friedrich-Wilhelm- Lübke-Koog
Galmsbüll[70]
Holm
Humptrup
Karlum[71]
Klanxbüll[72]
Klixbüll[73]
Ladelund[74]
Leck[75]
Lexgaard
Neukirchen[76]
Niebüll[77], Stadt
Risum-Lindholm[78]
Rodenäs[79]
Sprakebüll[80]
Stadum[81]
Stedesand
Süderlügum[82]
Tinningstedt[83]
Uphusum
Westre[84]

### Amt Viöl

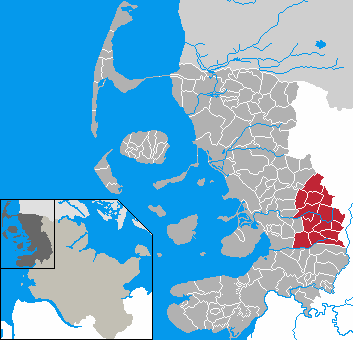
Lage des Amtes
Wappen Amt Viöl[85]

Ahrenviöl
Ahrenviölfeld
Behrendorf
Bondelum
Haselund[86]
Immenstedt
Löwenstedt[87]
Norstedt
Oster-Ohrstedt
Schwesing
Sollwitt[88]
Viöl[89]
Wester-Ohrstedt

## Ehemalige Ämter

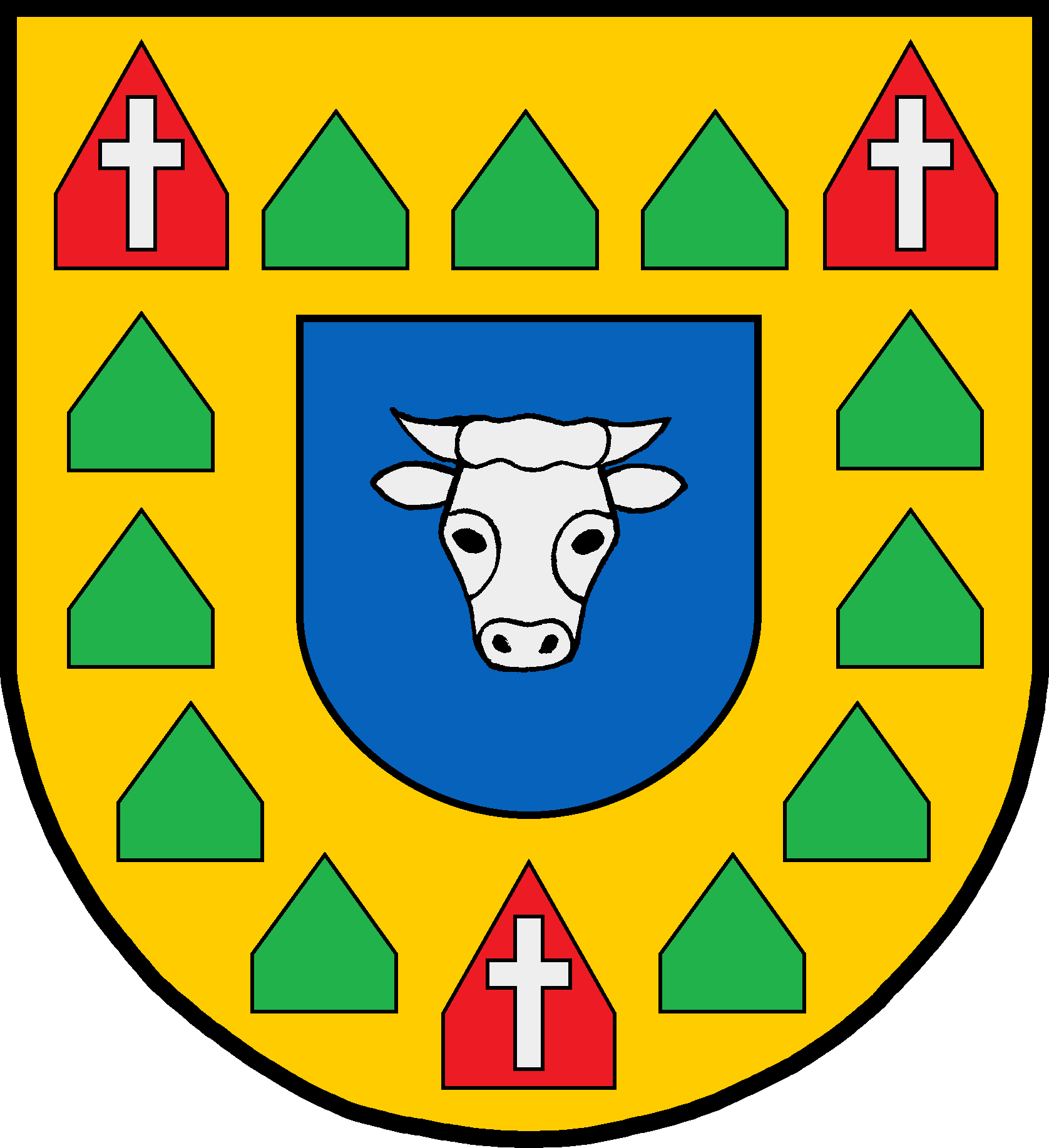
Amt Bredstedt-Land
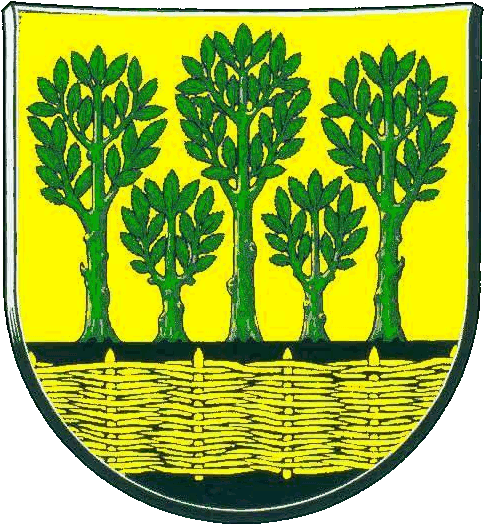
Amt Karrharde
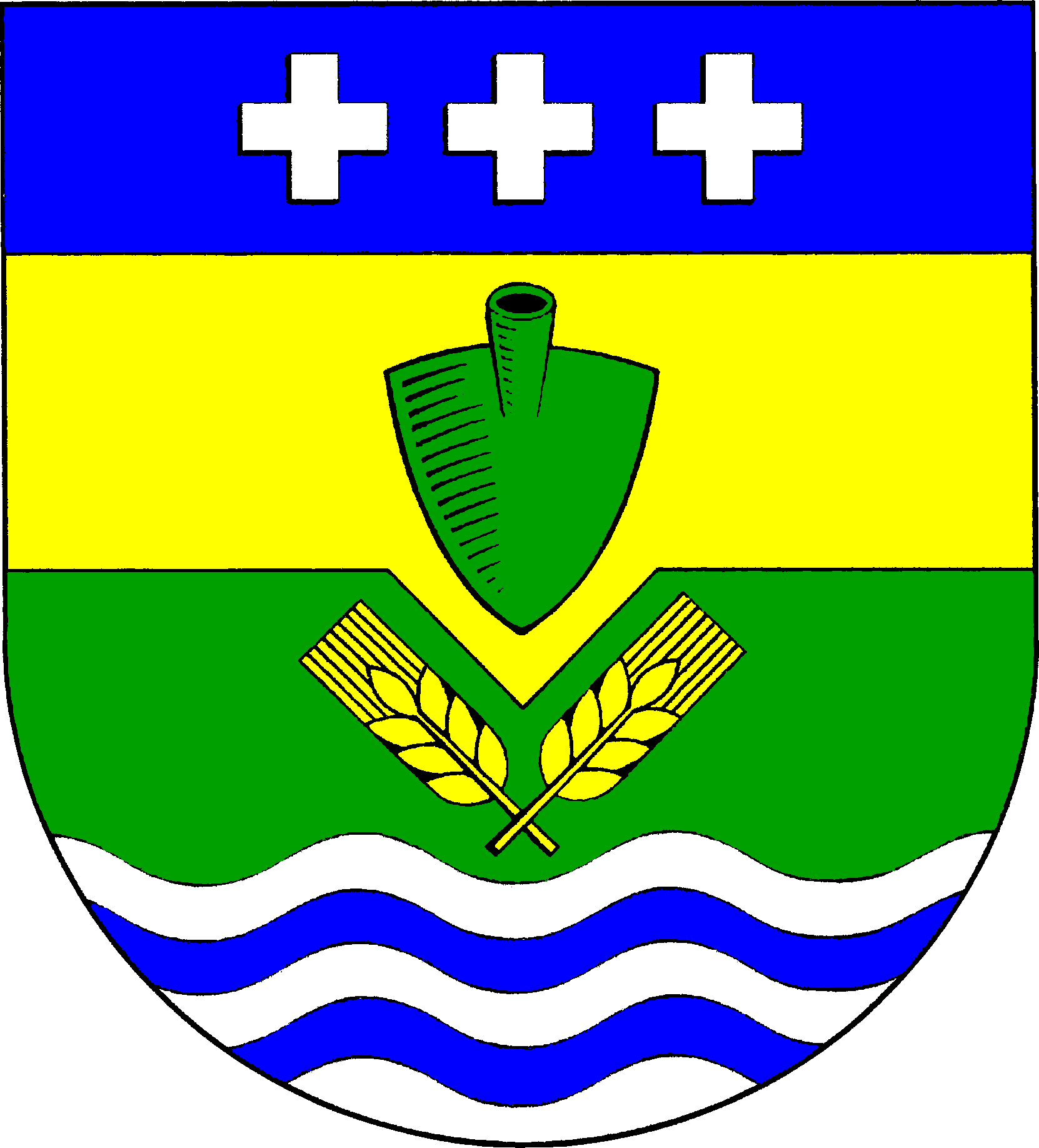
Amt Nordstrand
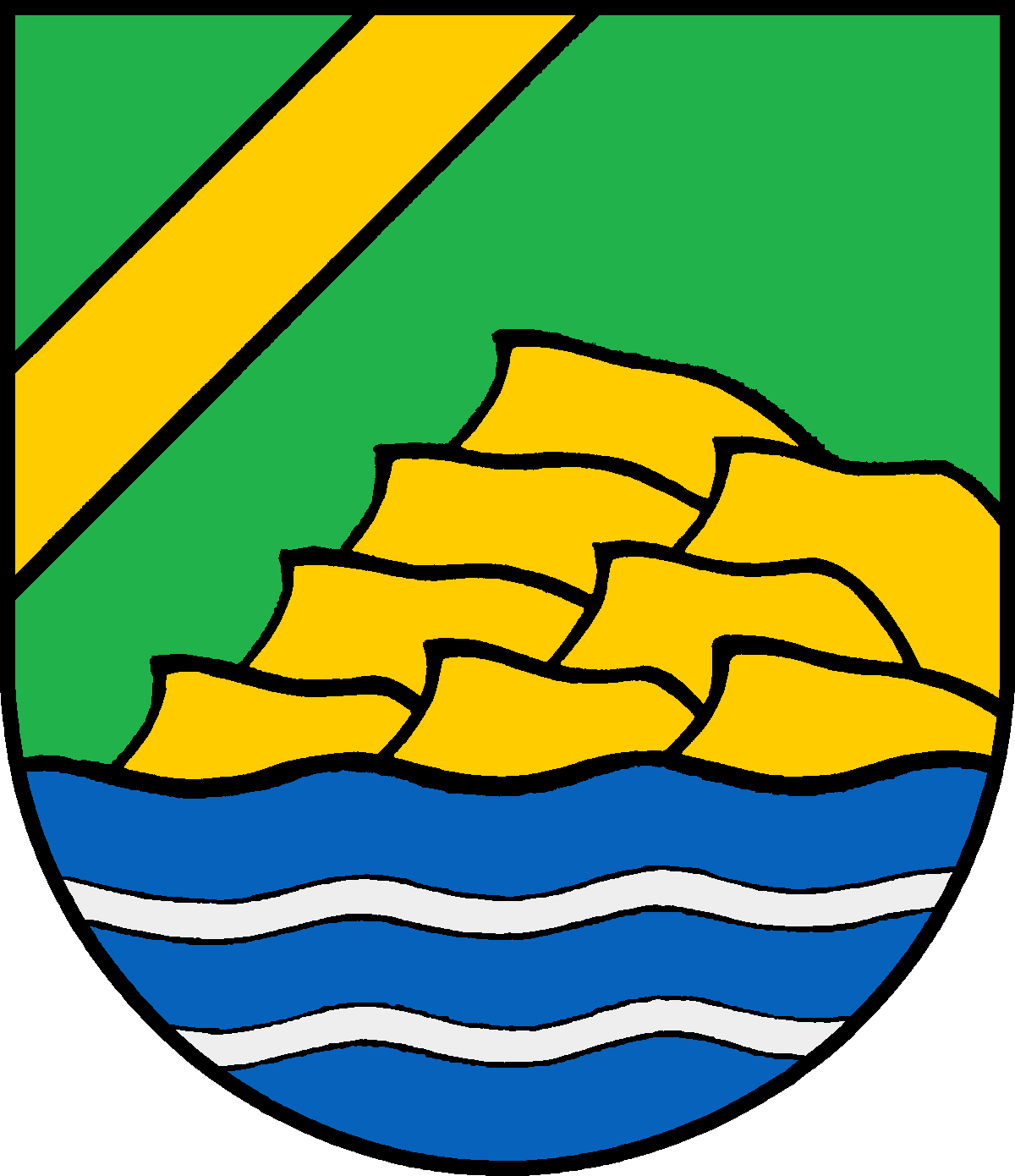
Amt Süderlügum
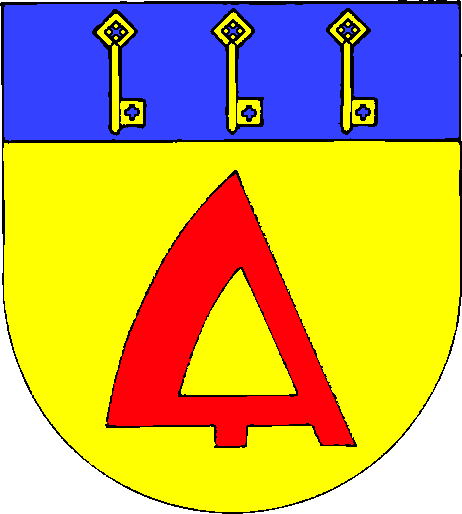
Amt Treene
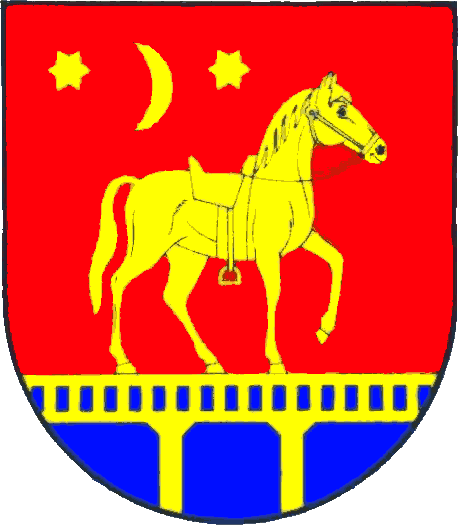
Amt Wiedingharde

## Ehemalige Gemeinden

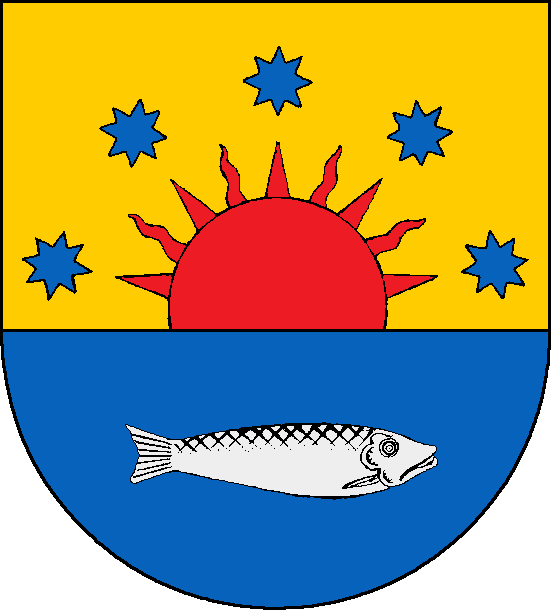
Sylt-Ost
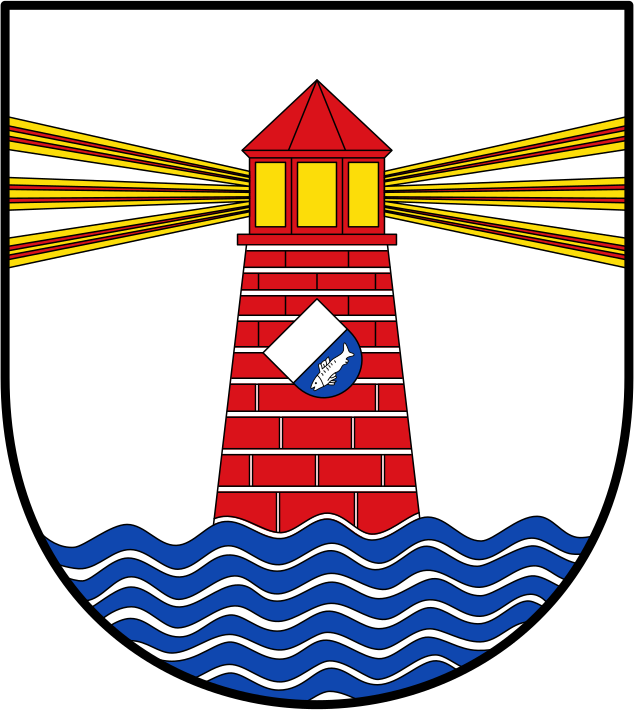
Westerland[97], Stadt

## Blasonierungen
1. ↑  Kreis Nordfriesland: „In Blau drei goldene dreimastige Schiffe im Stil des 16. Jahrhunderts in der Stellung 2 : 1 mit goldenen Segeln und roten Wimpeln; auf den Großsegeln je ein rotes Beizeichen (1. Pflug, 2. Fisch, 3. Stierkopf).“ (Kommunale Wappenrolle Schleswig-Holstein)
2. ↑  Friedrichstadt: „In Rot zwei silbern gesäumte, schrägrechte blaue Wellenbalken, überdeckt mit dem silbernen, mit einem von Silber und Rot geteilten Schildchen belegten holsteinischen Nesselblatt.“ (Kommunale Wappenrolle Schleswig-Holstein)
3. ↑  Husum: „In Gold ein roter Palisadenzaun mit offenem Torhaus, dessen rotes Dach mit drei roten Fähnchen an blauen Stangen besteckt ist; in der Toröffnung zwei schreitende, rot gezungte blaue Löwen übereinander.“ (Kommunale Wappenrolle Schleswig-Holstein)
4. ↑  Reußenköge: „Von Grün und Silber im Wellenschnitt geteilt. Oben eine goldene, aus sechs Ähren bestehende Garbe, unten fünf blaue Wellenfäden, überdeckt mit einem schwarzen Dreieckschild, darin ein rot gekrönter und gezungter goldener Löwe.“ (Kommunale Wappenrolle Schleswig-Holstein)
5. ↑  Tönning: „In Rot auf blau-silbernen Wellen im Schildfuß schwimmend eine liegende goldene Tonne, auf der ein schwarzbewehrter silberner Schwan mit erhobenen Flügeln steht.“ (Kommunale Wappenrolle Schleswig-Holstein)
6. ↑  Amt Eiderstedt: „In Blau ein goldenes dreimastiges Segelschiff im Stil des 16. Jahrhunderts mit silbernen Segeln und roten Masten und Wimpeln. Auf dem Focksegel ein halber roter herschauender Löwe (Leopard), auf dem Großsegel ein roter Ochsenkopf, auf dem Besansegel ein roter Fisch.“ (Kommunale Wappenrolle Schleswig-Holstein)
7. ↑  Garding: „In Blau, unten begleitet von einem goldenen Abendmahlskelch, das golden nimbierte silberne Gotteslamm, mit dem rechten Vorderfuß die geschulterte Siegesfahne haltend: An goldener, oben in ein Kreuz auslaufender Stange ein silbernes, in zwei Zipfel endendes Banner mit rotem, durchgehendem Kreuz.“ (Kommunale Wappenrolle Schleswig-Holstein)
8. ↑  Katharinenheerd: „In Gold die stehende, barfüßige, goldengekrönte heilige Katharina mit langem roten Gewand und zurückgeschlagenem grünen Mantel, in den seitlich erhobenen Armen rechts ein blaues Schwert, links ein rotes Rad tragend.“ (Kommunale Wappenrolle Schleswig-Holstein)
9. ↑  Oldenswort: „Von einer goldenen Ähre mit nach außn gebogenen Hüllblättern in Blau und Rot geviert. In 1 eine goldene Kirche, in 4 ein goldener Dreimaster.“ (Kommunale Wappenrolle Schleswig-Holstein)
10. ↑  Sankt Peter-Ording: „In Blau zwei schräggekreuzte goldene Schlüssel mit den voneinander abgekehrten Bärten nach oben; zwischen den Schlüsselbärten rechts ein sechsstrahliger goldener Stern und links eine einwärts gekehrte goldene Mondsichel nebeneinander.“ (Kommunale Wappenrolle Schleswig-Holstein)
11. ↑  Tating: „Von Silber und Blau durch einen breiten grünen und einen schmalen silbernen Balken gesenkt geteilt. Oben ein roter Haubarg, unten ein goldenes dreimastiges Segelschiff im Stil des 16. Jahrhunderts mit silbernen Segeln und roten Wimpeln. Auf dem Großsegel ein halber blauer herschauender Löwe (Leopard).“ (Kommunale Wappenrolle Schleswig-Holstein)
12. ↑  Tümlauer-Koog: „Von Blau und Grün durch einen breiten goldenen Balken geteilt. Oben ein silberner Fischkutter und eine silberne Glocke mit Schlegel, unten ein silbernes Schaf.“ (Kommunale Wappenrolle Schleswig-Holstein)
13. ↑  Föhr-Amrum: „In Blau ein silberner Schlangenbalken.“ (Kommunale Wappenrolle Schleswig-Holstein)
14. ↑  Wrixum: „In Gold über silbernem Wellenschildfuß, darin ein blauer Wellenbalken, ein grüner Hügel, darin eine silberne Windmühle. Oben zwei zugewendete Austernfischer in natürlicher Tinktur.“ (Kommunale Wappenrolle Schleswig-Holstein)
15. ↑  Wyk auf Föhr: „Über blauen Wellen in Rot ein goldener, havarierter Dreimaster des 17. Jahrhunderts ohne Segel und mit abgebrochenen Stengen, überhöht von einem goldenen, sechsstrahligen Stern.“ (Kommunale Wappenrolle Schleswig-Holstein)
16. ↑  Hörnum (Sylt): „Über blauem Schildfuß, darin ein linksgewendetes goldenes Muschelhorn, in Gold ein roter Leuchtturm mit silbernem Mittelteil, von dessen Laterne beidseitig Blitzsignale in Form vierstrahliger roter Sterne ausgehen.“ (Kommunale Wappenrolle Schleswig-Holstein)
17. ↑  Kampen (Sylt): „In Blau eine silberne Stranddistel.“ (Kommunale Wappenrolle Schleswig-Holstein)
18. ↑  List auf Sylt: „Geteilt. Oben in Silber über blauen Wellen ein blauer Wal, unten in Grün ein silberner Kompass mit schwarz-weiß gestückter Umrandung, dessen Nadel auf den Kopf des Wales zeigt.“ (Kommunale Wappenrolle Schleswig-Holstein)
19. ↑  Wenningstedt-Braderup (Sylt): „Schräglinks durch Wellenschnitt geteilt. Rechts in Rot ein goldenes, aus der Teilungslinie hervorkommendes Wikingerboot, dessen Vordersteven in einem Drachenkopf mit schwarzer, herausgeschlagener, pfeilförmiger Zunge endet, links in Silber zwei blaue, schräglinke Wellenbalken.“ (Kommunale Wappenrolle Schleswig-Holstein)
20. ↑  Bohmstedt: „Von Grün und Gold gespalten. Vorn eine aus dem vorderen Schildrand hervorkommende, der Spaltungslinie zu geöffnete silberne Wellendeichsel, hinten ein bewurzelter grüner Laubbaum.“ (Kommunale Wappenrolle Schleswig-Holstein)
21. ↑  Bordelum: „Von Gold und Rot gespalten. Rechts 10 blaue Flankenflammen, hinten über goldenem Eichenblatt vier goldene diagonal gestellte Windmühlenflügel.“ (Kommunale Wappenrolle Schleswig-Holstein)
22. ↑  Bredstedt: „Über von Silber und Blau neunmal geteiltem Wellenschildfuß in Rot eine silberne Bohlenbrücke.“ (Kommunale Wappenrolle Schleswig-Holstein)
23. ↑  Breklum: „In Grün ein asymmetrischer silberner Farnwedel, oben rechts eine silbern-rote Lutherrose.“ (Kommunale Wappenrolle Schleswig-Holstein)
24. ↑  Drelsdorf: „Von Gold und Silber durch einen gesenkten blauen Wellenbalken schräglinks geteilt. Vorne ein roter Kirchturm, hinten ein grüner Wacholder.“ (Kommunale Wappenrolle Schleswig-Holstein)
25. ↑  Goldebek: „Von Blau und Grün durch einen goldenen Schrägwellenbalken erniedrigt geteilt. Oben eine silberne Windmühle mit hohem Sockelgeschoss, unten ein silberner Ochsenkopf.“ (Kommunale Wappenrolle Schleswig-Holstein)
26. ↑  Goldelund: „Unter einem schmalen blauen Schildhaupt von Gold und Grün erhöht geteilt durch eine rechts zweimal aufgebogene Teilungslinie, dabei der erste Bogen höher als der zweite. Oben links ein grüner Eichenzweig, unten schräg gekreuzt ein goldener Dorfstock mit einem goldenen Maiskolben in zwei goldenen Hüllblättern (Lieschen).“ (Kommunale Wappenrolle Schleswig-Holstein)
27. ↑  Högel: „Durch einen linken nach oben hin leicht abgerundeten goldenen Keil, darin ein leicht schräg gestellter liegender roter Dingstab, von Grün und Blau gesenkt geteilt, oben links ein silberne zwölfflügelige Windmühle.“ (Kommunale Wappenrolle Schleswig-Holstein)
28. ↑  Joldelund: „In Gold mit an rechter Hüftstelle durchbrochenen blauem Bord ein schmaler schwebender grüner Schlangenbalken. Oben ein schräglinkes grünes Eichenblatt mit zwei Eicheln, unten eine schwebende wachsende grüne Windmühle mit schwarzen Flügeln.“ (Kommunale Wappenrolle Schleswig-Holstein)
29. ↑  Kolkerheide: „Von Grün und Gold mit fünf kleinen Gegenspickel schräglinks geteilt. Oben ein goldener Bienenkorb, unten ein schwarzer Rinderkopf.“ (Kommunale Wappenrolle Schleswig-Holstein)
30. ↑  Langenhorn: „Gespalten von Gold und Blau, überdeckt mit zwei grindlos miteinander verbundenen Hörnern, von denen das vordere rot, das hintere golden tingiert ist.“ (Kommunale Wappenrolle Schleswig-Holstein)
31. ↑  Lütjenholm: „In Blau ein goldener Herzschild, darin eine blaue Kornblume mit einer oberen Blattlage aus sieben silbernen Blättern; durch drei leicht schräg gestellte silberne Blätter vom Herzschild zum hinteren Schildrand von Rot und Grün geteilt.“ (Kommunale Wappenrolle Schleswig-Holstein)
32. ↑  Ockholm: „Über blauem Sturzwellenschildfuß in Blau ein abgeflachter goldener Hügel, darauf ein rotes Bauernhaus mit schwarzen Fenstern, Tür und Giebeldach sowie einem goldenen Dach. Oben rechts vier goldene schräg gestellte Windmühlenflügel.“ (Kommunale Wappenrolle Schleswig-Holstein)
33. ↑  Sönnebüll: „Von Blau und Grün geteilt durch einen schmalen, dreibogigen goldenen Balken, davon der rechte gering und der mittlere Bogen leicht erhöht sowie der linke Bogen leicht gesenkt, die Bögen im Verhältnis 1 : 2 : 2. Oben rechts drei nach links geneigte goldene Bäume, oben links eine goldene Sonne über einem goldenen Langhaus, unten eine dreireihige goldene Ziegelsteinmauer.“ (Kommunale Wappenrolle Schleswig-Holstein)
34. ↑  Struckum: „Von Gold und Blau gespalten. Unten ein schwebender, zum Schildrand sich verjüngender, rechts blauer, links silberner Wellenbalken, darüber rechts pfahlweis drei grüne Dornbuschblätter, links eine halbe, am Spalt schwebende silberne Windmühle.“ (Kommunale Wappenrolle Schleswig-Holstein)
35. ↑  Vollstedt: „Von oben Blau und unten Grün durch ein goldenes Kreuz mit gewellten Balken geteilt. Im linken Oberfeld eine silberne Wolke, im rechten Unterfeld eine silberne Haussilhouette.“ (Kommunale Wappenrolle Schleswig-Holstein)
36. ↑  Arlewatt: „Über blauem Wellenschildfuß in Gold ein roter Haubarg, begleitet oben rechts von einem roten Pflug und oben links von einer leicht schräg gestellten roten Heidesense.“ (Kommunale Wappenrolle Schleswig-Holstein)
37. ↑  Drage: „Über blauem Wellenschildfuß, darin unter einem silbernen Wellenfaden zwei gekreuzte Dornenzweige, eine goldene Spitze, darin eine grüne Kopfweide, darüber im grünen Schildhaupt rechts und links je zwei goldene Sumpfdotterblumen.“ (Kommunale Wappenrolle Schleswig-Holstein)
38. ↑  Elisabeth-Sophien-Koog: „Durch einen breiten mit abgeschrägten Scharten ausgeschnittenen silbernen Balken, darin zwei gekreuzte grüne Spaten, von Blau, darin eine silberne Möwe, und Grün, darin eine goldene Sumpfdotterblüte, über einem silbernen Wellenschildfuß mit blauen Wellenbalken im Verhältnis 1 : 3 : 2 geteilt.“ (Kommunale Wappenrolle Schleswig-Holstein)
39. ↑  Fresendelf: „In Gold über einem schmalen blauen Wellenfaden ein breiter blauer Wellenbalken, daraus hervorwachsend ein roter Glockenstuhl mit roter Glocke, begleitet oben rechts von einem roten Ochsenkopf und oben links von einem roten Großen Brachvogelkopf.“ (Kommunale Wappenrolle Schleswig-Holstein)
40. ↑  Hattstedt: „Von Rot und Blau durch einen breiten goldenen Balken, belegt mit drei roten goldgeflammten Heiderosen, schräglinks geteilt. Oben ein silberner Pferdekopf, unten ein silberner Hut.“ (Kommunale Wappenrolle Schleswig-Holstein)
41. ↑  Horstedt: „In Grün, von einem blauen Wellenbalken zwischen je einen silbernem Wellenfaden geteilt, oben ein silbernes Windrad und ein silbernes Hufeisen mit nach oben gekehrten Stollen, unten eine schwebende silberne Treuhand (Händeschlag).“ (Kommunale Wappenrolle Schleswig-Holstein)
42. ↑  Hude: „Halb gespalten und geteilt. Oben rechts in Blau eine goldene Glocke, oben links in Rot ein goldenes Mühlrad, unten in Gold über einem schmalen und einem breiteren blauen Wellenfaden ein roter Prahm.“ (Kommunale Wappenrolle Schleswig-Holstein)
43. ↑  Koldenbüttel: „Unter grünem Wellenschildhaupt, darin eine waagerechte gesprengte goldene Kette, in Silber zwei schmale blaue Wellenbalken über einem blauen Dreispitzzinnenschildfuß, darin ein schmaler silberner Wellenbalken.“ (Kommunale Wappenrolle Schleswig-Holstein)
44. ↑  Mildstedt: „In Gold über zwei blauen Wellenbalken ein mit der Spitze nach vorn weisendes rotes Pflugeisen, durch das ein schrägliegender, aufrechter roter Pflugstock gesteckt ist.“ (Kommunale Wappenrolle Schleswig-Holstein)
45. ↑  Nordstrand: „Zwischen blauem Schildhaupt, darin drei silberne Glocken, und silbernem Wellenschildfuß, darin zwischen zwei blauen Wellenbalken ein grüner Wellenbalken, von Gold, darin ein grünes Spatenblatt, und Grün, darin drei gekreuzte je siebenkörnige goldene Ähren, mit einem oben abgewinkelten Gegensparren geteilt.“ (Kommunale Wappenrolle Schleswig-Holstein)
46. ↑  Oldersbek: „Von Gold und Grün geteilt. Oben ein aus drei Tragsteinen und einem Deckstein bestehendes schwarzes Steingrab, unten ein schräglinker silberner Wellenbalken.“ (Kommunale Wappenrolle Schleswig-Holstein)
47. ↑  Olderup: „Zweimal in Gold, Grün und Silber gleichhoch geteilt. Unten ein schmaler blauer Wellenschildfuß, darüber ein schwarzer Tuchreif. Oben eine silberne Kirche mit silbernem Vorbau, schwarzem Tor, drei schwarzen Rundbogenfenstern und rotem Dach.“ (Kommunale Wappenrolle Schleswig-Holstein)
48. ↑  Ostenfeld (Husum): „Über blauem, mit einem silbernen Wellenbalken abschließenden Wellenschildfuß in Gold eine rote Spitze, darin ein goldenes romanisches Taufbecken.“ (Kommunale Wappenrolle Schleswig-Holstein)
49. ↑  Ramstedt: „In Grün ein abgeflachter schmaler silberner Sparren, darüber das silberne Gehörn eines Widders, darunter drei goldene Blüten der Sumpfdotterblume 2:1.“ (Kommunale Wappenrolle Schleswig-Holstein)
50. ↑  Rantrum: „Von Blau und Rot durch einen silbernen Wellenbalken geteilt. Oben drei fächerförmig gestellte, aus dem Wellenbalken wachsende, begrannte goldene Getreideähren, unten ein frontal gestellter, schwarz gezäumter goldener Ochsenkopf.“ (Kommunale Wappenrolle Schleswig-Holstein)
51. ↑  Schwabstedt: „Über blauen Wellen, die mit drei goldenen Seeblättern in der Stellung 2 : 1 belegt sind, in Gold zwischen zwei auf roten Dückdalben befindlichen, abgewendeten roten Schlüsseln, in deren Bart ein Kreuz bzw. eine brennende Kerze eingeschnitten ist, ein roter Turm mit offenem Tor, Zinnenplattform und zwei kreisrunden Fenstern.“ (Kommunale Wappenrolle Schleswig-Holstein)
52. ↑  Seeth: „In Grün über goldenem Wellenschildfuß eine goldene Bauernglocke, rechts und links je ein silbernes Fachhallenhaus.“ (Kommunale Wappenrolle Schleswig-Holstein)
53. ↑  Uelvesbüll: „Unter gebogenem, goldenen Schildhaupt von Grün und Blau durch zwei schmale silberne Wellenbalken geteilt, oben ein silberner Ochsenkopf, rechts und links begleitet von je einer goldenen Ähre, unten ein silbernes Krabbenfangnetz (Porrenglieb).“ (Kommunale Wappenrolle Schleswig-Holstein)
54. ↑  Winnert: „Über blau-goldenem Wellenschildfuß in Grün eine nach rechts versetzte, goldene Spitze, darin zwei schrägrechte rote Fachwerkhäuser.“ (Kommunale Wappenrolle Schleswig-Holstein)
55. ↑  Wisch: „In Gold ein schräglinker blauer Balken, oben eine rote Hopfenrispe mit fünf Dolden, unten ein stilisierter kreisender roter Falke.“ (Kommunale Wappenrolle Schleswig-Holstein)
56. ↑  Wittbek: „Über blauem, mit einem schmalen silbernen Wellenbalken begrenzten Schildfuß in Grün ein durchbrochener silberner Wellenbalken, oberhalb davon drei goldene Laubblätter 1,5 : 2, unterhalb ein goldener Kuhkopf in Frontansicht.“ (Kommunale Wappenrolle Schleswig-Holstein)
57. ↑  Witzwort: „In Gold über schmalem blau-silbernen Wellenschildfuß ein flacher grüner Berg, davor ein silberner Haubarg mit rotem Dach, darunter ein silberner Ochsenkopf.“ (Kommunale Wappenrolle Schleswig-Holstein)
58. ↑  Wobbenbüll: „Über grünem Schildfuß, darin drei silberne Wellen, in Gold ein rotes Doppelgiebelhaus“ (Kommunale Wappenrolle Schleswig-Holstein)
59. ↑  Amt Pellworm: „In Silber eine von einem roten Mond und einem roten Stern begleitete rote Kirchturmruine über blau-silbernen Wellen im durch einen grünen Balken nach oben begrenzten Schildfuß.“ (Kommunale Wappenrolle Schleswig-Holstein)
60. ↑  Hooge: „In Blau ein abwärtsgekehrter goldener Anker an silbernem Tau, das von oben nach unten um den Anker herumgeschlungen ist.“ (Kommunale Wappenrolle Schleswig-Holstein)
61. ↑  Pellworm: „In Silber eine von drei schwarzen Möwen begleitete rote Kirchturmruine über blau-silbernen Wellen in dem durch einen grünen Balken nach oben begrenzten Schildfuß.“ (Kommunale Wappenrolle Schleswig-Holstein)
62. ↑  Amt Südtondern: „Von Gold und Blau durch einen grünen und einen silbernen Schräglinksbalken stark erhöht geteilt. Oben ein roter Grütztopf mit Löffel, unten ein silberner Leuchtturm mit sechs goldenen Strahlen.“ (Kommunale Wappenrolle Schleswig-Holstein)
63. ↑  Achtrup: „Über blauem Schildfuß, darin ein silberner Wellenbalken, in Gold die vier roten, diagonal gestellten Flügel einer Windmühle mit silbernen Ruten und schwarzer Nabe, begleitet von zwei schwarzen Ähren.“ (Kommunale Wappenrolle Schleswig-Holstein)
64. ↑  Aventoft: „Unter verkürztem, von Silber und Rot dreizehnfach längsgeschindeltem Schildhaupt in Blau ein goldener Fisch über drei goldenen Rohrkolben.“ (Kommunale Wappenrolle Schleswig-Holstein)
65. ↑  Bosbüll: „In Rot drei fächerförmig gestellte goldende kurzhalmige Kornähren über blau-silbernen Wellen in dem durch einen goldenen Balken nach oben begrenzten Schildfuß.“ (Kommunale Wappenrolle Schleswig-Holstein)
66. ↑  Braderup: „Von Rot und Blau durch einen silbernen Wellenbalken geteilt. Oben rechts eine sechsblättrige stilisierte Blüte, links eine unten schwebende, links aus dem Schildrand herauswachsende und am Schildhaupt anstoßende silberne Kirche.“ (Kommunale Wappenrolle Schleswig-Holstein)
67. ↑  Bramstedtlund: „Geteilt. Oben in Blau ein goldenes gleichschenkliges Dreieck, belegt mit zwei schräggekreuzten schwarzverkohlten Ästen und an der Spitze bedeckt mit dicken silbernen Wolken (rauchender Kohlenmeiler). Unten von Silber und Blau elfmal schräglinksgeteilt und drei goldene Pflugeisen in der Stellung 2 : 1.“ (Kommunale Wappenrolle Schleswig-Holstein)
68. ↑  Dagebüll: „Von Blau und Rot durch einen breiten goldenen Schräglinksbalken, dieser belegt mit drei grünen Warften, geteilt. Oben ein goldenes Schiffssteuerrad, unten einen goldenen Spaten.“ (Kommunale Wappenrolle Schleswig-Holstein)
69. ↑  Enge-Sande: „In Blau ein erhöhter goldener Dreiberg, belegt mit einem sechsspeichigen roten Wagenrad über einem blauen Wellenbalken.“ (Kommunale Wappenrolle Schleswig-Holstein)
70. ↑  Galmsbüll: „Halblinks von einem schmalen grünen Schräglinksbalken in Silber und Gold und schrägrechts in Blau geteilt, aus der Teilung ein wachsender schwarzer Kirchturm.“ (Kommunale Wappenrolle Schleswig-Holstein)
71. ↑  Karlum: „Im Verhältnis 3 :  2 von Silber und Grün geteilt. Oben drei bewurzelte Fichten, unten ein Wellengöpel in verwechselten Farben.“ (Kommunale Wappenrolle Schleswig-Holstein)
72. ↑  Klanxbüll: „Von Rot und Grün durch einen eingebogenen schmalen goldenen Balken erhöht geteilt. Oben eine zunehmende goldene Mondsichel, links und rechts begleitet von je einem goldenen Stern, unten eine silberne Reetdachkirche mit drei schwarzen Fenstern.“ (Kommunale Wappenrolle Schleswig-Holstein)
73. ↑  Klixbüll: „In Blau ein wachsender goldener Flechtzaun, darüber ein silberner Quaderturm mit umlaufendem Zinnenkranz und rotem Spitzdach, beiderseits begleitet von einer goldenen Ähre.“ (Kommunale Wappenrolle Schleswig-Holstein)
74. ↑  Ladelund: „In Gold ein roter Göpel, begleitet rechts von einem dreiblättrigen blauen Eichenzweig, links von einem blauen Kleeblatt, unten von drei durchgehenden blauen Wellenfäden.“ (Kommunale Wappenrolle Schleswig-Holstein)
75. ↑  Leck: „In Gold über blauem Wellenbalken im Schildfuß ein sechspfähliger schwarzer Flechtzaun, darauf zwei wachsende grüne symmetrisch zugeneigte Lindenbäume, einen roten Anker einfassend.“ (Kommunale Wappenrolle Schleswig-Holstein)
76. ↑  Neukirchen: „Unter rotem, mit einem goldenen Balken nach unten abschließendem Schildhaupt, darin ein rechtsgewendeter goldener Mond zwischen zwei sechsstrahligen goldenen Sternen in Blau ein einmastiges goldenes Segelschiff mit viereckigem Segel, dessen Kiel, Steuerruder und seitliches Schwert teilweise unter der Wasserlinie verschwinden.“ (Kommunale Wappenrolle Schleswig-Holstein)
77. ↑  Niebüll: „Von Gold und Blau geviert, überdeckt mit einem durchgehenden, von Gold und Rot ebenfalls gevierten Ankerkreuz. 1 ein goldenes, einmastiges Schiff mit Segel, 2 und 3 je zwei blaue Balken, 4 ein goldenes Pflugeisen.“ (Kommunale Wappenrolle Schleswig-Holstein)
78. ↑  Risum-Lindholm: „Im blauen Schildhaupt vier versetzt angeordnete silberne Lindenblätter, darunter ein wachsender roter Friesengiebel, belegt mit drei übereinander angeordneten silbernen Fenstern, sowie ein das Schildhaupt anstoßendes goldenes Dach.“ (Kommunale Wappenrolle Schleswig-Holstein)
79. ↑  Rodenäs: „Von Rot und Blau durch einen goldenen Bogen zum Schildhaupt geteilt. Oben ein goldener, zunehmender Halbmond, rechts und links je ein sechszackiger Stern. Unten eine silberne Windmühle.“ (Kommunale Wappenrolle Schleswig-Holstein)
80. ↑  Sprakebüll: „Über blauem, gewelltem Schildfuß, darin ein goldenes Torfspatenblatt, in Silber ein sechsspeichiges rotes Mühlrad mit zwölf Schaufeln, deren unterste vom Schildfuß überdeckt wird.“ (Kommunale Wappenrolle Schleswig-Holstein)
81. ↑  Stadum: „In Blau auf silbernem, mit einem widersehenden, springenden roten Wolf belegten Dreiberg drei mit ihren Ästen ineinander verschlungene silberne Laubbäume.“ (Kommunale Wappenrolle Schleswig-Holstein)
82. ↑  Süderlügum: „Über blau-silbernen Wellen in Grün unter einem erhöhten, schrägen silbernen Balken acht goldene, die Form eines Achtberges bildende, vorn flach ansteigende und hinten steil abfallende Dünen.“ (Kommunale Wappenrolle Schleswig-Holstein)
83. ↑  Tinningstedt: „In Silber ein flugbereiter, schwarzbewehrter roter Falke, der sich auf einer durchgehenden, niedrigen roten Ziegelmauer, diese belegt mit zwei goldenen, beiderseits mit je einer abzweigenden Spirale geschmückten Mauerankern, niederlassen will, und ein blauer Wellenbalken im Schildfuß.“ (Kommunale Wappenrolle Schleswig-Holstein)
84. ↑  Westre: „In Gold auf einem flachgewölbten grünen Dreiberg, dieser belegt mit einer 24-teiligen silbernen Seerosenblüte mit goldenem Butzen, zwei schwarze Tannen.“ (Kommunale Wappenrolle Schleswig-Holstein)
85. ↑  Amt Viöl: „In Silber ein sich nach oben verjüngender blauer Wellenpfahl, überdeckt mit dem roten, aus dreizehn Bohlen bestehenden Laufsteg einer Holzbrücke. In den Oberecken zwei gleichschenklige, schwebende rote Kreuze.“ (Kommunale Wappenrolle Schleswig-Holstein)
86. ↑  Haselund: „Von Grün und Gold durch einen in verwechselten Farben geteilten Schrägbalken geteilt. Oben ein goldener Rinderkopf, darunter eine goldene Kaffekanne, unten ein grüner Torfspaten.“ (Kommunale Wappenrolle Schleswig-Holstein)
87. ↑  Löwenstedt: „Unter viermal eingebogenem blauem Schildhaupt in Gold ein oben links durch je einen abgewendeten schmalen blauen Bogen durchbrochener, schräglinker blauer Wellenbalken, begleitet oben von einem linksgewendeten grünen Heidestrauchzweig mit roten Blüten und unten von einer roten Torfschubkarre.“ (Kommunale Wappenrolle Schleswig-Holstein)
88. ↑  Sollwitt: „Von Silber und Gold durch einen schräglinken breiten blauen Wellenbalken, dieser belegt mit einem goldenen Wellenbalken, geteilt. Oben ein grüner Laubbaum, unten ein stielloses schwarzes Steinbeil.“ (Kommunale Wappenrolle Schleswig-Holstein)
89. ↑  Viöl: „Von Silber und Gold durch einen blauen Wellenbalken schräglinks geteilt. Oben ein rotes Prankenkreuz, unten sechs rote sechsstrahlige Sterne.“ (Kommunale Wappenrolle Schleswig-Holstein)
90. ↑  Amt Bredstedt-Land: „In Gold, von vierzehn Haussilhouetten - elf grünen und im rechten und linken Obereck sowie im Schildfuß von je einer größeren roten Haussilhouette, belegt mit einem weißen Kreuz - bordiert, ein blauer Schild mit silbernem Ochsenkopf.“ (Kommunale Wappenrolle Schleswig-Holstein)
91. ↑  Amt Karrharde: „In Gold auf schwarzem Schildfuß mit durchgehendem goldenen Flechtzaun drei hochstämmige grüne Bäume, deren mittlerer etwas überhöht ist und deren freie Zwischenräume durch zwei kleine grüne Bäume gefüllt sind.“ (Kommunale Wappenrolle Schleswig-Holstein)
92. ↑  Amt Nordstrand: „Zwischen blauem Schildhaupt, darin drei silberne Balkenkreuze, und silbern-blauem Wellenschildfuß von Gold, darin ein grünes Spatenblatt, und Grün, darin zwei gekreuzte je siebenkörnige goldene Ähren, mit einem oben abgewinkelten Gegensparren geteilt.“ (Kommunale Wappenrolle Schleswig-Holstein)
93. ↑  Amt Süderlügum: „Über blau-silbernen Wellen in Grün unter einem erhöhten, schräglinken goldenen Balken acht goldene, die Form eines Achtberges bildende, vorn steil und hinten flach ansteigende Dünen.“ (Kommunale Wappenrolle Schleswig-Holstein)
94. ↑  Amt Treene: „Unter blauem Schildhaupt, darin drei goldene Schlüssel mit den Bärten links und unten, in Gold ein mit der Spitze nach oben weisendes rotes Pflugeisen.“ (Kommunale Wappenrolle Schleswig-Holstein)
95. ↑  Amt Wiedingharde: „Im blauen Schildfuß eine auf zwei Stützen ruhende, goldene hölzerne Brücke, darauf in Rot ein nach links schreitendes goldenes Pferd mit Sattel und Steigbügel. Oben rechts ein beiderseits von einem sechsstrahligen goldenen Stern begleiteter zunehmender goldener Mond.“ (Kommunale Wappenrolle Schleswig-Holstein)
96. ↑  Sylt-Ost: „Von Gold und Blau gesenkt geteilt. Oben an der Teilungslinie eine strahlende rote Sonne, darüber - zur Mitte ansteigend - fünf achtstrahlige blaue Sterne, unten ein nach links schwimmender silberner Hering.“ (Kommunale Wappenrolle Schleswig-Holstein)
97. ↑  Westerland: „In Silber über blau-silbernen Wellen ein roter Leuchtturm mit goldener Laterne, von dem nach rechts und links drei rote, goldschimmernde Strahlenbündel ausgehen. Das Mauerwerk unterhalb der Laterne ist belegt mit einem geteilten Schild: oben Silber ohne Bild, unten Blau, darin ein silberner Hering.“ (Kommunale Wappenrolle Schleswig-Holstein)